# Primal Rage
Primal Rage är ett man mot man-fightingspel utvecklat och utgivet av Atari Games till arkadhallarna 1994. Spelet utspelar sig på "Urth", ett postapokalyptiskt framtidsscenario där dinosaurieliknande varelser gör upp om herraväldet.
Spelet porterades till flera olika hemkonsoler och datorer. Leksaker och serietidningar utkom också, och John Vornholt skrev en roman vid namn Primal Rage: The Avatars.

### Fotnoter
1. ↑  ”GCD :: Covers :: Primal Rage”. Comics.org. http://www.comics.org/series/57171/covers/. Läst 2 maj 2014.